# 河尻鎮行
河尻 鎮行（かわじり しげゆき）は、安土桃山時代から江戸時代にかけての武将・旗本。河尻秀隆の子。河尻秀長の弟。旗本河尻氏の祖。

## 生涯
父・秀隆が甲斐で横死後、兄の秀長と行動を共にする。
兄の秀長と共に小牧・長久手の戦い、九州平定、小田原征伐、文禄・慶長の役など数々の戦いに参加。兄の秀長は独立して苗木城主となり1万石の大名となり仕える。 関ヶ原の戦いで秀長が戦死(行方不明）後、居城の苗木城は遠山友政に攻略された。
河尻家（河尻氏）として一人戦後生き延びた。
後に江戸幕府に召し出され、河尻家正式な後継者跡取りとして認められ、旗本となる。
子孫は200俵の旗本として存続・繁栄する。

## 子孫
旗本河尻氏の祖であり、子孫が河尻氏3家に分かれ、その次男の系統が河尻春之である。

## 河尻家の菩提寺
岐阜県加茂郡坂祝町に河尻秀隆によって創建された長蔵寺。猿啄城（勝山城）城下町にある。寺紋は揚羽蝶であり、河尻秀隆の軸も保存されている。鎮行と旧家臣の墓がある。